# Rosario Vargas
Rosario del Carmen Vargas Sarasqueta (nacida el 9 de agosto de 2002) es una futbolista panameña que juega como lateral derecha. Actualmente juega para el CD Monte de la Tercera Federación Femenina de España.

## Trayectoria

### Inicios
Vargas nació en la Ciudad de Panamá.

### Deportivo Saprissa
El 21 de enero de 2017 fue anunciada como nueva jugadora del Deportivo Saprissa, jugando en la primera división de Costa Rica durante 2017.

### Madrid CFF
El 25 de abril de 2018 jugó para las categorías inferiores del club Madrid CFF.

### Valencia CF B
El 4 de septiembre de 2019 fue anunciada su incorporación al  Valencia CF B. Con este club disputó 17 partidos de la Segunda División Femenina de España 2019-20, 7 partidos de la Segunda División Femenina de España 2020-21 y 14 partidos (anotando un gol) en la Primera Nacional Femenina de España 2021-22.

### Rayo Vallecano
El 29 de julio de 2022 fue anunciada como nueva jugadora del Rayo Vallecano. Disputó dos partidos en la Primera Federación Femenina 2022-23 y 1 partido en la Copa de la Reina de fútbol 2022-23.

### CD Monte
El 4 de octubre de 2023 fue anunciada como nueva jugadora del CD Monte por lo que jugará en la Tercera Federación Femenina de España 2023-24.

## Selección nacional

### Categorías inferiores
Fue convocada por la selección sub-20 de Panamá para disputar el Campeonato Femenino Sub-20 de la Concacaf de 2015. Fue convocada por la selección sub-17 de Panamá para disputar el torneo UNCAF 2017 y por la selección sub-20 de Panamá para el Campeonato Femenino Sub-20 de la Concacaf de 2022 en donde disputó 4 partidos.

### Selección absoluta
Rosario Vargas hizo su debut en la selección absoluta con Panamá el 11 de abril de 2021 en la derrota por 0-7 del partido amistoso ante Japón. Disputó dos partidos en el Campeonato Femenino de la Concacaf de 2022 y un  partido en la Copa Mundial Femenina de Fútbol de 2023.

## Clubes
| Club               | País       | Año         |
| ------------------ | ---------- | ----------- |
| Deportivo Saprissa | Costa Rica | 2017 - 2018 |
| Madrid CFF         | España     | 2018 - 2019 |
| Valencia CF B      | España     | 2019 - 2022 |
| Rayo Vallecano     | España     | 2022 - 2023 |
| CD Monte           | España     | 2023 - Act. |